# Smolenskoorlog
De Smolenskoorlog werd tussen 1632 en 1634 gevoerd door het Pools-Litouwse Gemenebest en Rusland. Laatstgenoemde poogde hiermee de stad Smolensk in eigen bezit te krijgen.

## Aanleiding
Tijdens de eerdere Pools-Russische Oorlog (1605-1618) moest Rusland de stad overdragen aan het Gemenebest, conform het Verdrag van Deoelino dat op 11 december 1618 werd ondertekend. Toen de dood van de Poolse koning Sigismund III samenviel met het einde van de Tijd der troebelen, zag Rusland zijn kans schoon om de stad terug te veroveren.

## De strijd
Het zorgvuldig voorbereide Russische leger van 34.500 manschappen bereikte Smolensk in oktober 1632. De belegering hield stand tot september 1633, tot de nieuwe koning van het Gemenebest, Władysław IV, met een pas gevormd leger de stad kon ontzetten.
Een maand later, op 3 oktober, moesten de Russen na hevige gevechten de belegering opgeven. Tegen het eind van de maand waren ze volledig omsingeld. Versterkingen zouden er nooit komen, waardoor ze op 1 maart 1634 de strijd staakten. Het Verdrag van Polanov werd ondertekend in dezelfde maand nog, waarmee een einde werd gemaakt aan de oorlog.

## Vrede
Het verdrag bepaalde onder meer dat Smolensk onder het Gemenebest zou blijven vallen. Daarnaast moest Rusland 20.000 roebels in goud betalen. Władysław IV moest zijn claim op de Russische troon opgeven.
Het verdrag eindigde niet alleen deze oorlog, maar maakte tevens een einde aan de reeks van oorlogen tussen Polen en zijn buurlanden die al aan het begin van de 17e eeuw aanving. Hierna volgde 14 jaar van vrede. In deze tijd zou het Gemenebest zijn grootste bloei doormaken.